# Pallacanestro Virtus Roma
El Pallacanestro Virtus Roma fue un club de baloncesto italiano de la ciudad de Roma. Fundado en 1960, que competía en la Serie A, la primera división del baloncesto en Italia. Disputaba sus partidos en el PalaLottomatica, con capacidad para 11.200 espectadores.
El 10 de diciembre de 2020 anunció la decisión de retirar al equipo del campeonato italiano, debido a la imposibilidad de sustentar los gastos necesarios para completar la temporada.

## Historia
Ganó su primer y único título de la Liga Italiana de Baloncesto en la temporada 1982-83. En su historia cabe destacar la Copa de Europa - como Banco di Roma - que ganó en la temporada 1983/84 en la final disputada en Ginebra contra el FC Barcelona. En la final destacó el gran base Larry Wright, el corpulento pívot Clarence Kea y Enrico Gilardi, en un equipo que entrenaba Valerio Bianchini. Posteriormente en 1984 venció en la Copa Intercontinental y la Copa Korac en 1986 y en 1992. En los años 1990 cambió el nombre por Messaggero e incorporó a jugadores como Dino Radja, Michael Cooper y Roberto Premier. En 2000 venció la Supercopa de Italia (su último trofeo) contra el Virtus Bologna. En 2005 se incorporó al club Dejan Bodiroga.
Por motivos económicos después de la temporada 2014-2015 deciden bajar de división y disputar la Serie A 2 Oeste.
Tras cuatro temporadas en la Serie A2, en la temporada 2018-19 consigue el ascenso a la Serie A.

## Spónsors
- Banco di Roma (grupo bancario), del 1972-1973 al 1987-1988
- Phonola (electrónica), 1988-1989
- Il Messaggero (periódico), desde 1989-1990 hasta mediada temporada 1992-1993
- Burghy (comida rápida), 1993-1994
- TeoremaTour (viajes y turismos), 1994-1995
- Nuova Tirrena (seguros), 1995-1996
- Telemarket (televenta), 1996-1997
- Pompea (calcetines y ropa interior), desde 1997-1998 al 1998-1999
- Aeroporti di Roma (gestión de aeropuertos), desde 1999-2000 al 2000-2001
- Würth (herramientas), 2001-2002
- Lottomatica (juegos y loterías), desde playoff 2002-2003 al 2010-2011
- Acea (servicios públicos) desde 2011-2012

### Otros Spónsors
- Banca di Roma (grupo bancario), En Copa Korać en 1996-1997 y 1998-1999 y en la Euroliga 2006-2007 y 2007-2008
- Unicredit Group (grupo bancario), Euroliga 2008-2009 e 2009-2010
- Lamaro (adquisiciones), primer partido del 2001-2002
- Pulitalia (empresa de limpieza), cuartos de final ULEB Cup 2005-2006
- Sportitalia (canal de televisión), desde 2014

## Posiciones en Liga
| Temporada | Nivel | Liga     | Pos.      | Playoffs         | Copa de Italia   | Supercopa | Europa         | Europa            | Mundial              | Mundial |
| --------- | ----- | -------- | --------- | ---------------- | ---------------- | --------- | -------------- | ----------------- | -------------------- | ------- |
| 1977–78   | 3     | Serie B  | 4         | Ascenso          | –                | –         | –              | –                 | –                    | –       |
| 1978–79   | 2     | Serie A2 | 5         | –                | –                | –         | –              | –                 | –                    | –       |
| 1979–80   | 2     | Serie A2 | 3         | Ascenso          | –                | –         | –              | –                 | –                    | –       |
| 1980–81   | 1     | Serie A  | 10        | –                | –                | –         | –              | –                 | –                    | –       |
| 1981–82   | 1     | Serie A  | 10        | –                | –                | –         | –              | –                 | –                    | –       |
| 1982–83   | 1     | Serie A  | 1         | Campeón          | –                | –         | Korać Cup      | Top 16            | –                    | –       |
| 1983–84   | 1     | Serie A  | 9         | –                | Cuartos de final | –         | Copa de Europa | Campeón           | –                    | –       |
| 1984–85   | 1     | Serie A  | 1         | Cuartos de final | Cuartos de final | –         | Copa de Europa | Top 6             | Intercontinental Cup | Campeón |
| 1985–86   | 1     | Serie A  | 10        | Cuartos de final | Cuartos de final | –         | Korać Cup      | Campeón           | Intercontinental Cup | 8       |
| 1986–87   | 1     | Serie A  | 8         | Top 12           | Top 32           | –         | –              | –                 | –                    | –       |
| 1987–88   | 1     | Serie A  | 10        | Cuartos de final | Cuartos de final | –         | –              | –                 | –                    | –       |
| 1988–89   | 1     | Serie A  | 12        | –                | Top 32           | –         | –              | –                 | –                    | –       |
| 1989–90   | 1     | Serie A  | 8         | Cuartos de final | Finalista        | –         | –              | –                 | –                    | –       |
| 1990–91   | 1     | Serie A  | 4         | Semifinales      | Top 16           | –         | –              | –                 | –                    | –       |
| 1991–92   | 1     | Serie A  | 6         | Semifinales      | Cuartos de final | –         | Korać Cup      | Campeón           | –                    | –       |
| 1992–93   | 1     | Serie A  | 12        | –                | Top 16           | –         | Korać Cup      | Finalista         | –                    | –       |
| 1993–94   | 1     | Serie A  | 15        | –                | Top 32           | –         | –              | –                 | –                    | –       |
| 1994–95   | 1     | Serie A  | 8         | Cuartos de final | Cuartos de final | –         | –              | –                 | –                    | –       |
| 1995–96   | 1     | Serie A  | 6         | Cuartos de final | Cuartos de final | –         | –              | –                 | –                    | –       |
| 1996–97   | 1     | Serie A  | 6         | Cuartos de final | Cuartos de final | –         | Korać Cup      | Cuartos de final  | –                    | –       |
| 1997–98   | 1     | Serie A  | 8         | Cuartos de final | Cuartos de final | –         | Korać Cup      | Semifinales       | –                    | –       |
| 1998–99   | 1     | Serie A  | 6         | Cuartos de final | Cuartos de final | –         | Korać Cup      | Top 16            | –                    | –       |
| 1999–00   | 1     | Serie A  | 6         | Top 14           | Cuartos de final | –         | Korać Cup      | Cuartos de final  | –                    | –       |
| 2000–01   | 1     | Serie A  | 5         | Cuartos de final | Semifinales      | Campeón   | –              | –                 | –                    | –       |
| 2001–02   | 1     | Serie A  | 8         | Cuartos de final | –                | –         | –              | –                 | –                    | –       |
| 2002–03   | 1     | Serie A  | 2         | Semifinales      | Cuartos de final | –         | –              | –                 | –                    | –       |
| 2003–04   | 1     | Serie A  | 7         | Cuartos de final | Cuartos de final | –         | Euroleague     | Temporada regular | –                    | –       |
| 2004–05   | 1     | Serie A  | 6         | Semifinales      | Semifinales      | –         | –              | –                 | –                    | –       |
| 2005–06   | 1     | Serie A  | 6         | Semifinales      | Cuartos de final | –         | Eurocup        | Cuartos de final  | –                    | –       |
| 2006–07   | 1     | Serie A  | 4         | Semifinales      | Cuartos de final | –         | Euroleague     | Top 16            | –                    | –       |
| 2007–08   | 1     | Serie A  | 2         | Finalista        | Cuartos de final | –         | Euroleague     | Top 16            | –                    | –       |
| 2008–09   | 1     | Serie A  | 2         | Cuartos de final | Cuartos de final | –         | Euroleague     | Top 16            | –                    | –       |
| 2009–10   | 1     | Serie A  | 7         | Semifinales      | –                | –         | Euroleague     | Temporada regular | –                    | –       |
| 2010–11   | 1     | Serie A  | 9         | –                | –                | –         | Euroleague     | Top 16            | –                    | –       |
| 2011–12   | 1     | Serie A  | 13        | –                | –                | –         | –              | –                 | –                    | –       |
| 2012–13   | 1     | Serie A  | 3         | Finalista        | Semifinales      | –         | –              | –                 | –                    | –       |
| 2013–14   | 1     | Serie A  | 6         | Semifinales      | Cuartos de final | –         | Eurocup        | Temporada regular | –                    | –       |
| 2014–15   | 1     | Serie A  | 10        | Descenso         | –                | –         | Eurocup        | Top 16            | –                    | –       |
| 2015–16   | 2     | Serie A2 | 14        | –                | –                | –         | –              | –                 | –                    | –       |
| 2016–17   | 2     | Serie A2 | 5         | –                | –                | –         | –              | –                 | –                    | –       |
| 2017–18   | 2     | Serie A2 | 14        | –                | –                | –         | –              | –                 | –                    | –       |
| 2018–19   | 2     | Serie A2 | 1 (Oeste) | Ascenso          | –                | –         | –              | –                 | –                    | –       |

## Palmarés

### Títulos internacionales
- 1 Copa de Europa: 1983-84.
- 2 Copa Korać: 1985-86 y 1991-92.
- 1 Copa Intercontinental FIBA: 1984.

### Títulos nacionales
- 1 Liga Italiana de Baloncesto: 1982-83.
- 1 Supercopa de Italia de Baloncesto: 2000.

## Jugadores

### Históricos
| - Wade Helliwell - Tomas van den Spiegel - Nemanja Gordić - Leo Rautins - Dino Radja - Rok Stipčević - Roko Leni Ukić - Luboš Bartoň - Christian Drejer - Primož Brezec - Erazem Lorbek - Uroš Slokar - Marko Tušek - Rodrigo de la Fuente - Jerome Moiso - Ali Traoré - Michalis Kakiouzis - Loukas Mavrokefalidis - Peter Lorant - Jon Stefansson - Fabrizio Ambrassa - Davide Ancilotto - Pietro Aradori - Donato Avenia - Mario Boni - Davide Bonora - Emiliano Busca - Roberto Castellano - Roberto Chiacig - Andrea Crosariol - Luigi Datome - Sandro Dell'Agnello - Carlo Della Valle - Alessandro De Pol - Vincenzo Esposito - Alessandro Fantozzi - Luca Garri - Jacopo Giachetti - Angelo Gigli - Enrico Gilardi - Tiziano Lorenzon - Walter Magnifico - Marco Mordente - Andrea Niccolai - Alex Righetti | - Alberto Rossini - Davide Pessina - Fulvio Polesello - Roberto Premier - Stefano Sbarra - Marco Solfrini - Alessandro Tonolli - Luca Vitali - Vladimir Dašić - Mika Vukona - Ndudi Ebi - Obinna Ekezie - Ruben Douglas - Michał Ignerski - José Vargas - Dejan Bodiroga - Tadija Dragićević - Sasa Obradovic - Cory Alexander - Jerome Allen - Mike Bantom - Jimmy Baron - Mire Chatman - Michael Cooper - Ramel Curry - Erik Daniels - Mike Davis - Tyus Edney - Bill Edwards - Danny Ferry - George Gervin - Phil Goss - Rashard Griffith - Ben Handlogten - David Hawkins - Steve Henson - Josh Heytvelt - Andre Hutson - Horace Jenkins - Brandon Jennings - Shelton Jones - Clarence Kea - Warren Kidd - Rick Mahorn | - Josh Mayo - Keith McLeod - Ricky Minard - Tod Murphy - Anthony Parker - Allan Ray - Jim Rowinski - Jeff Sanders - Rod Sellers - Brian Shaw - Joe Smith - Charles Cornelius Smith - Ed Stokes - Gary Trent - Brandon Triche - Clay Tucker - John Turner - Jarvis Varnado - Henry Williams - Brandon Wolfram - Larry Wright - Juan Alberto Espil - Roberto Gabini - Hugo Sconochini - Nihad Đedović - Ognjen Aškrabić - Hervé Touré - Jurica Golemac - Sani Bečirovič - Gregor Fučka - Vlado Ilievski - Gani Lawal - Daniel Santiago - Ibrahim Jaaber - Maurice Carter - Quinton Hosley - Robert Jones - Cal Bowdler - Jay Larrañaga - Mike Iuzzolino - Carlton Myers - Darius Washington - Kennedy Winston - Trevor Mbakwe |

## Entrenadores
- 1972-1973 - Maurizio Polidori
- 1973-1974 - Francesco Della Penna
- 1974-1976 - Alessandro Lisotti
- 1976-1981 - Nello Paratore
- 1981-1982 - Giancarlo Asteo
- 1982 - Paolo Di Fonzo
- 1982-1985 - Valerio Bianchini
- 1985-1986 - Mario De Sisti
- 1986-1988 - Giuseppe Guerrieri
- 1988-1989 - Giancarlo Primo
- 1989 - Petar Skansi
- 1989-1991 - Valerio Bianchini
- 1991-1992 - Paolo Di Fonzo
- 1992-1994 - Franco Casalini
- 1994 - Nevio Ciaralli
- 1994-1999 - Attilio Caja
- 1999 - Valerio Bianchini
- 1999 - Marco Calvani
- 1999-2000 - Cesare Pancotto
- 2000 - Marco Calvani
- 2000-2002 - Attilio Caja
- 2002-2005 - Piero Bucchi
- 2005-2006 - Svetislav Pešić
- 2006-2008 - Jasmin Repeša
- 2008-2009 - Nando Gentile
- 2009-2011 - Mateo Boniciolli
- 2011 - Drasko Prodanovic
- 2011-2012 - Lino Lardo
- 2013-2014 - Marco Calvani
- 2013-2015 - Luca Dalmonte
- 2015 - Guido Saibene
- 2015-2016 - Attilio Caja
- 2016 - Riccardo Esposito
- 2016-2017 - Fabio Corbani
- 2017-2018 - Luca Bechi
- 2018-2020 - Piero Bucchi